# 야마가미 다쓰히코
야마가미 다쓰히코(山上 たつひこ, 1947년 12월 13일 ~ )는 일본의 만화가이자 소설가이다. 도쿠시마현에서 출생하여 오사카부에서 성장하였다. 대표 작품으로는 《가키데카》가 있다. 1990년 《가키데카》의 완결편을 탈고한 이후에 만화 표현에 한계를 느끼고 소설가로 전향하였으나 2004년에 《가키데카》의 후속 작품을 발표하면서 만화가로 복귀하였다.